# Vito Olivetti
Vito Olivetti (San Giorgio in Bosco, 24 giugno 1925 – San Giorgio in Bosco, 29 gennaio 2017) è stato un partigiano italiano, medaglia d'oro al valor militare.

## Biografia
Al momento dell'Armistizio di Cassibile, fugge ed entra a far parte di una squadra della Brigata Damiano Chiesa, con la quale opera sul Monte Grappa, dopo diversi azioni coraggiose che gli valgono il comando di un distaccamento.
Proprio negli ultimi giorni della guerra di liberazione durante un'azione che gli avrebbe meritato la medaglia d'oro al valore militare rimane cieco, è il 29 aprile 1945, avrebbe dovuto partire per il militare alla fine della guerra nel corpo degli alpini ma viene messo in congedo.
Viveva a San Giorgio in Bosco.